# Stewart Copeland
Stewart Copeland, född 16 juli 1952 i Alexandria, Virginia, är en amerikansk trummis och kompositör. 
Copeland är kanske mest känd som medlem i bandet The Police, men har även spelat i bland annat Curved Air och Animal Logic samt släppt ett antal soloskivor.

## Diskografi
- Rumblefish (1983)
- The Rhythmatist (1984)
- The Equalizer & Other Cliff Hangers (1986)
- 9 1/2 Weeks (1986)
- The Texas Chainsaw Massacre part 2 (1986)
- Wall Street (1987)
- Talk Radio (1988)
- Earth Girls Are Easy (1989)
- Men At Work (1990)
- Highlander II (1991)
- Out Of Bounds with Adam Ant (1992)
- Noah's Ark (1993)
- Silent Fall (1994)
- Rapa Nui (1994)
- Highlander - The Original Scores
- Boys (1996)
- The Leopard Son (1996)
- The Pallbearer (1996)
- Four Days In September (1998)
- From Rumblefish To Gridlock'd (1998)
- Little Boy Blue (1998)
- Pecker (1998)
- Very Bad Things (1998)
- Simpatico (2000)
- Boys & girls (2000)

## Filmografi (urval)
- 1983 – Rumble Fish
- 1987 – Wall Street
- 1989 – Hör upp, blindstyre!
- 1990 – Sopåkarna
- 1993 – Urban Strike (datorspel)
- 1998 – Very Bad Things
- 1998 – Skandalen (TV-film)
- 1998 – Spyro the Dragon (datorspel)
- 1999 – She's All That
- 2000 – Spyro: Year of the Dragon (datorspel)
- 2003 – I Am David
- 2003-2004 – Mitt liv som död (TV-serie)
- 2005 – Temptation Island
- 2006 – Pucked